# Harpreet Singh Sandhu
Harpreet Singh Sandhu (7 febbraio 1993) è un lottatore indiano, specializzato nella lotta greco romana.

## Palmarès
- Campionati asiatici

Bangkok 2016: bronzo negli 80 kg.
New Delhi 2017: bronzo negli 80 kg.
Bishkek 2018: bronzo negli 82 kg.
Xi'An 2019: argento negli 82 kg.
Ulaanbaatar 2022: bronzo negli 82 kg.
- Campionati del Commonwealth

Singapore 2016: oro negli 80 kg.
Brapkan 2017: oro negli 80 kg.